# Cyanopterus kozlovi
Cyanopterus kozlovi är en stekelart som först beskrevs av Vladimir Ivanovich Tobias 1973.  Cyanopterus kozlovi ingår i släktet Cyanopterus och familjen bracksteklar. Inga underarter finns listade i Catalogue of Life.